# Iglesia Memorial de San Andrés
La Iglesia Memorial de San Andrés es una iglesia episcopal ubicada en 5105 Anthony Wayne Drive en Detroit, Míchigan. A partir de 2008, es utilizado por la Universidad Estatal de Wayne y se conoce como St. Andrew's Hall; Los cambios en el diseño de las calles han vuelto a indexar la dirección al 918 Ludington Mall. Fue incluida en el Registro Nacional de Lugares Históricos en 1986.

## Historia
La parroquia de San Andrés, fundada en 1885, fue una de las primeras instituciones religiosas establecidas en lo que ahora es la sección Centro Cultural Universitario de Detroit. En enero de 1886, la parroquia había construido una iglesia en la esquina de la calle Cuarta y Putnam. A principios de la década de 1890, el estudio de arquitectura Cram, Wentworth & Goodhue, con sede en Boston, elaboró los planos para la iglesia actual. Hubo cierto retraso en la construcción, pero la iglesia se completó en 1902.
En 1906, se quemó debido a un incendio eléctrico; fue reparado seis años más tarde, aunque la reconstrucción no restauró el diseño original y ha sido criticado por desfigurar la arquitectura. Sirvió a la parroquia episcopal durante varios años hasta que, después de la Segunda Guerra Mundial, la población circundante comenzó un éxodo hacia los suburbios. En 1961, la diócesis arrendó el edificio a la Universidad Estatal Wayne por 99 años. La Universidad lo utiliza como capilla de estudiantes y sala de conciertos.

## Descripción
St. Andrew's muestra las líneas rectas, verticales y horizontales características del trabajo de Ralph Adams Cram. El exterior está construido con piedra caliza Bedford, con adornos de arenisca Berea y una mínima piedra decorativa. Filas de columnas macizas adornan la nave, y una ventana enorme está insertada detrás del altar.